# Fordlândia

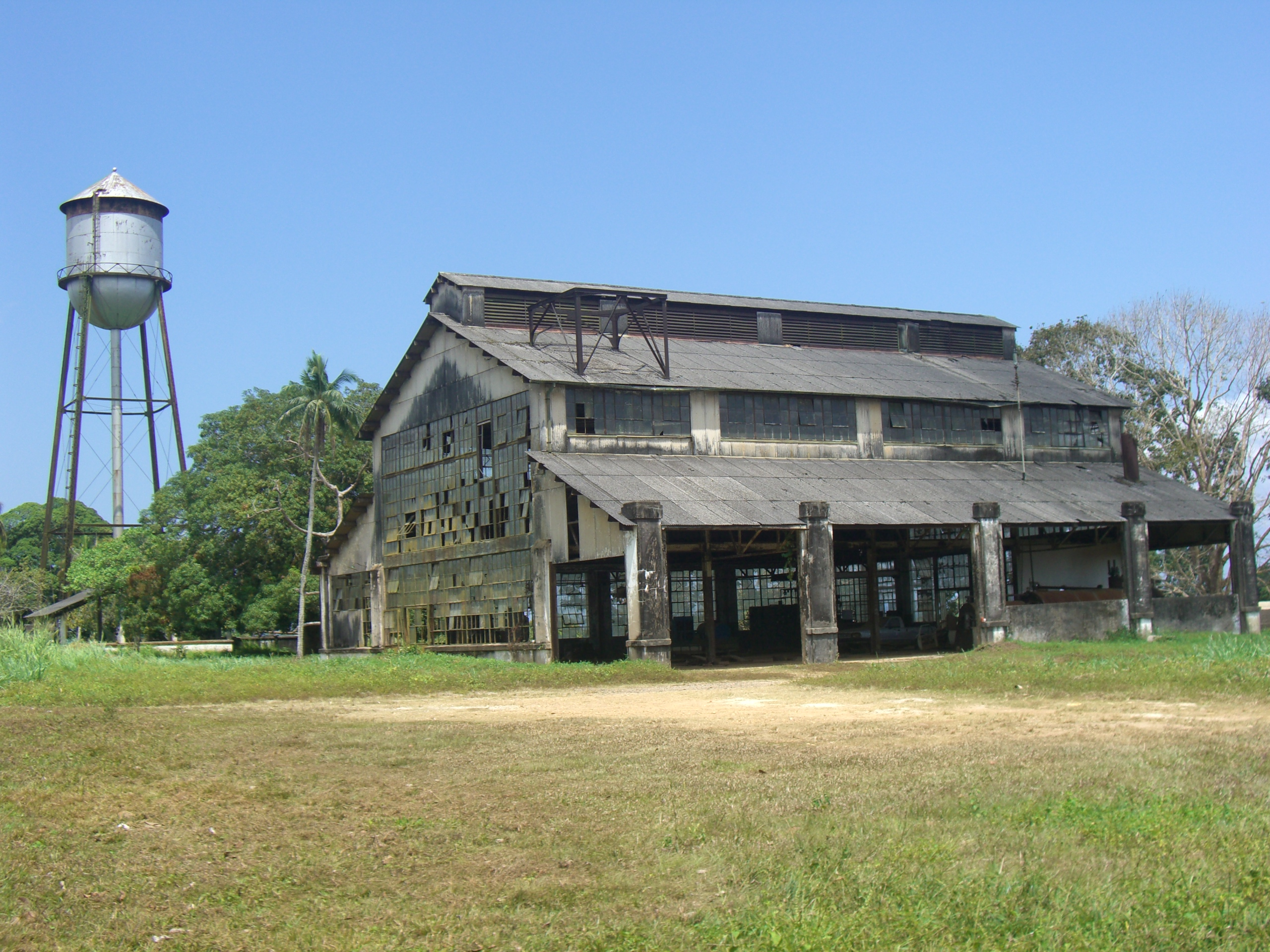
Fordlândia im Jahr 2005

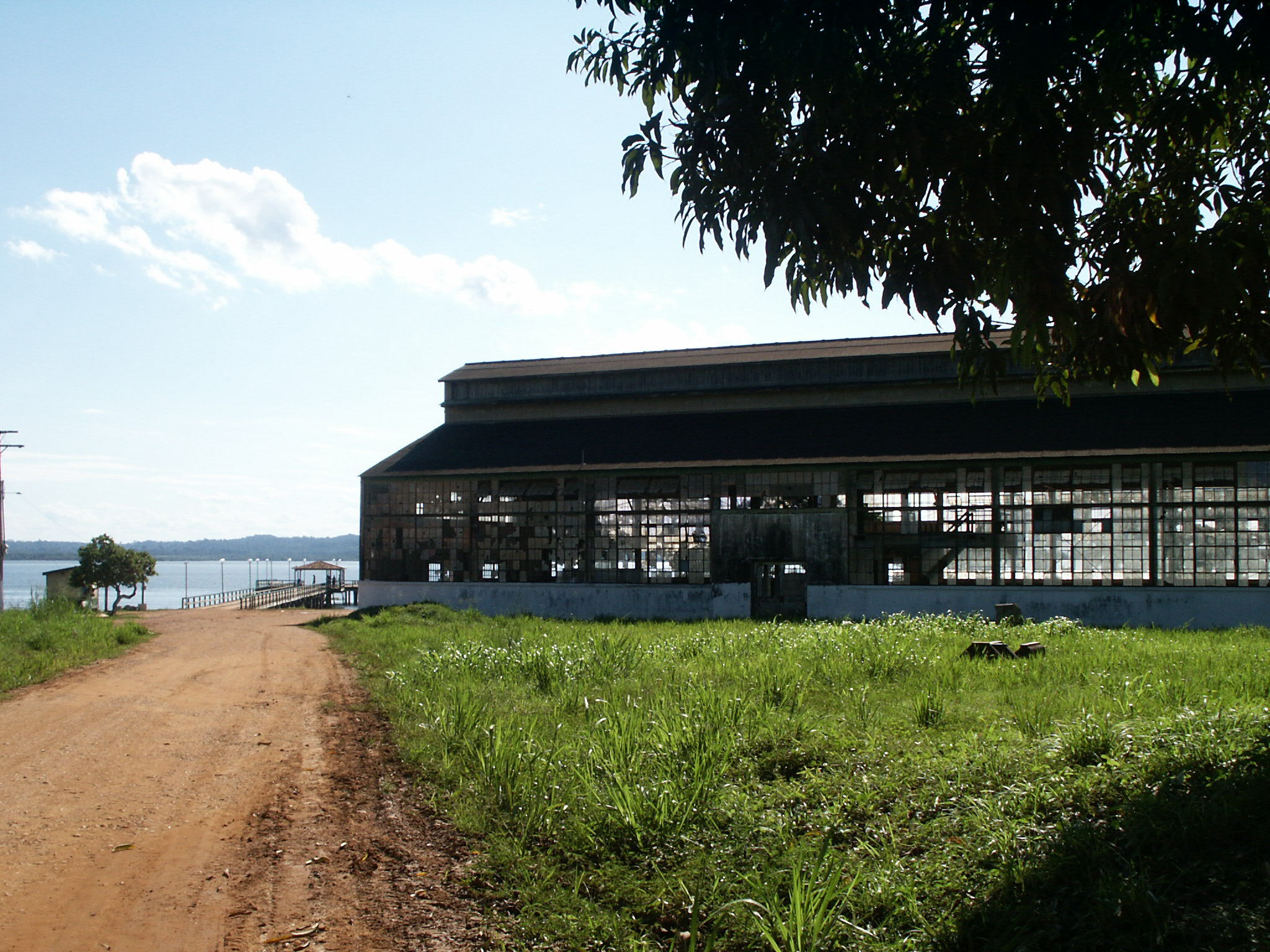
Verlassene Fabrikhalle, 2005

Fordlândia (1920–1945), auch Fordlandia (benannt nach Henry Ford), ist ein Ort südlich von Santarém in Amazonien. Der US-amerikanische Autobauer Henry Ford wollte in den 1920er Jahren preisgünstig Autoreifen herstellen. Wegen Missmanagements und technischer Weiterentwicklung bei der Gummireifenherstellung wurde das Projekt eine Fehlinvestition von 25 Millionen US-Dollar. Heute bildet es mit rund 1200 Bezirksbewohnern (2010: 1176) den 14.568 km² großen Distrito de Fordlândia der Stadt Aveiro im Bundesstaat Pará. Obwohl Fordlândia oft als Geisterstadt bezeichnet wird, hat der Ort auch heute über 1000 Einwohner. 

## Geschichte
In den 1920er Jahren erwarb die Ford Motor Company ein 10.000 km² großes Stück Urwald am Rio Tapajós in Amazonien, um eine Kautschukplantage zu errichten. Zu dieser Zeit wurde der Rohstoff für Autoreifen nur auf natürlichem Wege gewonnen und Ford wollte im Sinne einer vertikalen Rückwärtsintegration seines Unternehmens möglichst unabhängig von der Produktion aus dem damals britischen Malaysia werden. 1928 wurde eine US-amerikanische Kleinstadt für 8.000 einheimische Arbeiter mit Kraftwerk, Schwimmbad, Kino, Feuerwehr und einem Krankenhaus errichtet. Über die Flüsse Tapajós und Amazonas sollten die Produkte in alle Welt verschifft werden, unter anderem nach São Paulo, wo sich eine Ford-Fabrik befand.

## Fehlmanagement
Die Landschaft ist hügelig und unfruchtbar, und keiner von Fords Managern hatte die nötigen Kenntnisse in tropischer Landwirtschaft. Die Gummiplantage wurde nie ein Erfolg, nicht nur, weil die Kautschukbäume zu eng beieinander standen, statt, wie in Brasilien üblich, mit großem Abstand zueinander angebaut zu sein. Vor allem konnten sich die einheimischen Arbeiter nicht an die Arbeitsbedingungen gewöhnen. Sie sollten wie in einer US-amerikanischen Kleinstadt leben, z. B. Ausweiskarten tragen, Arbeitszeiten wie in Nordamerika (von 6 bis 15 Uhr) einhalten und sich an die US-amerikanische Lebensweise gewöhnen, inklusive US-amerikanischem Essen wie Hamburger und einem Rauch- und Alkoholverbot. Im Dezember 1930 gab es einen Aufstand, der sich gegen die vorgeschriebenen Lebens- und Ernährungsregeln wandte. Dieser wurde vom brasilianischen Militär niedergeschlagen. Die Regierung wurde gegenüber den ausländischen Investoren zunehmend misstrauisch und unterstützte das Projekt nicht weiter. Ford machte in Belterra weiter flussabwärts in flacherem Gelände noch einen Versuch. Die Produktion von Kautschuk lief aus verschiedenen Gründen nie richtig an, und es wurden außer ein paar Proben keine nennenswerten Mengen zu Ford in die USA gesandt. Ein Hauptgrund für das Scheitern war der Befall der Kautschukbäume mit der Südamerikanischen Blattfallkrankheit (auch Südamerikanischer Mehltau), die durch den in asiatischen Kautschukanbaugebieten nicht vorkommenden Pilz Microcyclus ulei verursacht wird.

## Das Ende
Bis zum Jahr 1945 wurde der Synthesekautschuk entwickelt, und Ford stellte sofort alle Zahlungen ein. Sein Enkel Henry Ford II verkaufte die Stadt für 250.000 US-Dollar an Brasilien, nachdem über 25 Millionen US-Dollar investiert worden waren. Die Anlagen wurden eine Weile weiterhin gewartet, aber bald schafften es die 800 Einwohner nicht mehr, den Verfall aufzuhalten.
Noch 1944 drehte Walt Disney einen Werbefilm für das Projekt mit dem Namen The Amazon awakens.